# Ferrière-sur-Beaulieu
Ferrière-sur-Beaulieu ist eine französische Gemeinde mit 707 Einwohnern (Stand: 1. Januar 2022) im Département Indre-et-Loire in der Region Centre-Val de Loire; Ferrière-sur-Beaulieu gehört zum Arrondissement Loches und zum Kanton Loches. Die Einwohner werden Ferrièrois genannt.

## Geographie
Ferrière-sur-Beaulieu liegt etwa 39 Kilometer südöstlich von Tours. Umgeben wird Ferrière-sur-Beaulieu von den Nachbargemeinden Saint-Quentin-sur-Indrois im Norden, Genillé im Osten und Nordosten, Sennevières im Südosten, Perrusson im Süden, Beaulieu-lès-Loches im Südwesten, Loches im Westen sowie Chambourg-sur-Indre im Nordwesten.

## Bevölkerungsentwicklung
| 1962                      | 1968 | 1975 | 1982 | 1990 | 1999 | 2006 | 2012 |
| ------------------------- | ---- | ---- | ---- | ---- | ---- | ---- | ---- |
| 246                       | 239  | 278  | 365  | 475  | 563  | 611  | 741  |
| Quelle: Cassini und INSEE |      |      |      |      |      |      |      |

## Sehenswürdigkeiten
- Kirche Saint-Gilles
- Pyramiden Genillé, Montaigu und Saint-Quentin, alle Monument historique

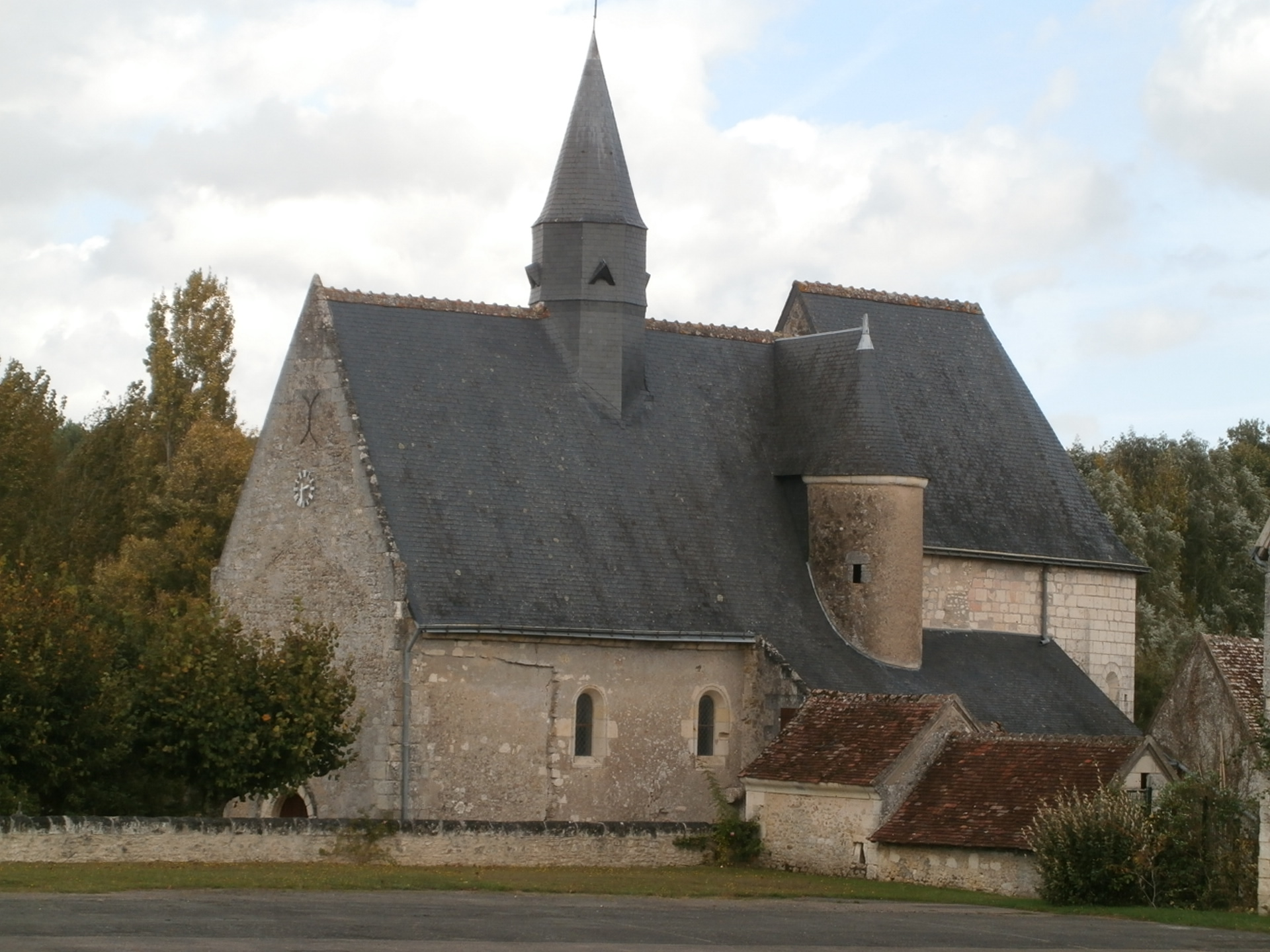
Kirche Saint-Gilles
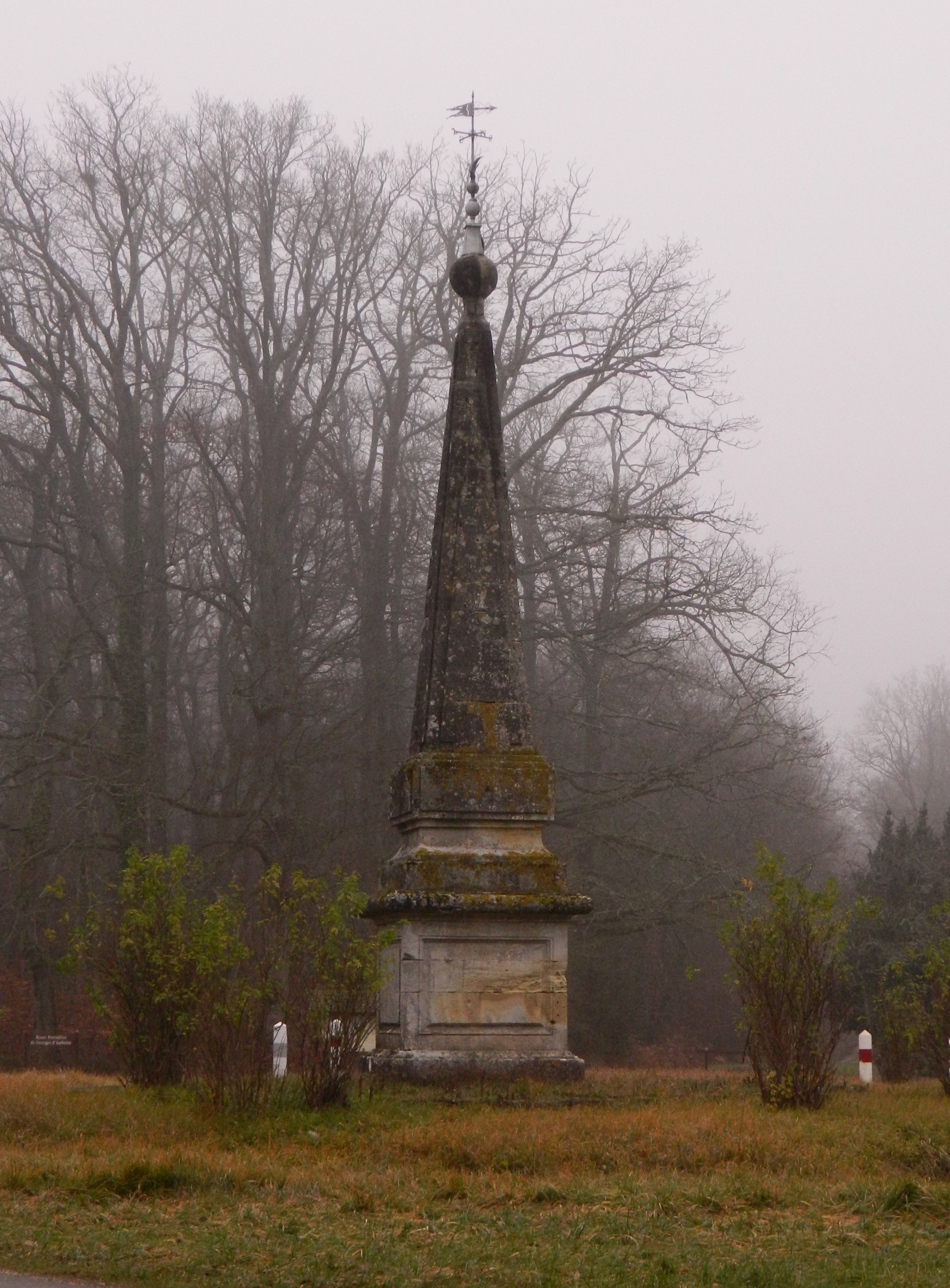
Pyramide Genillé
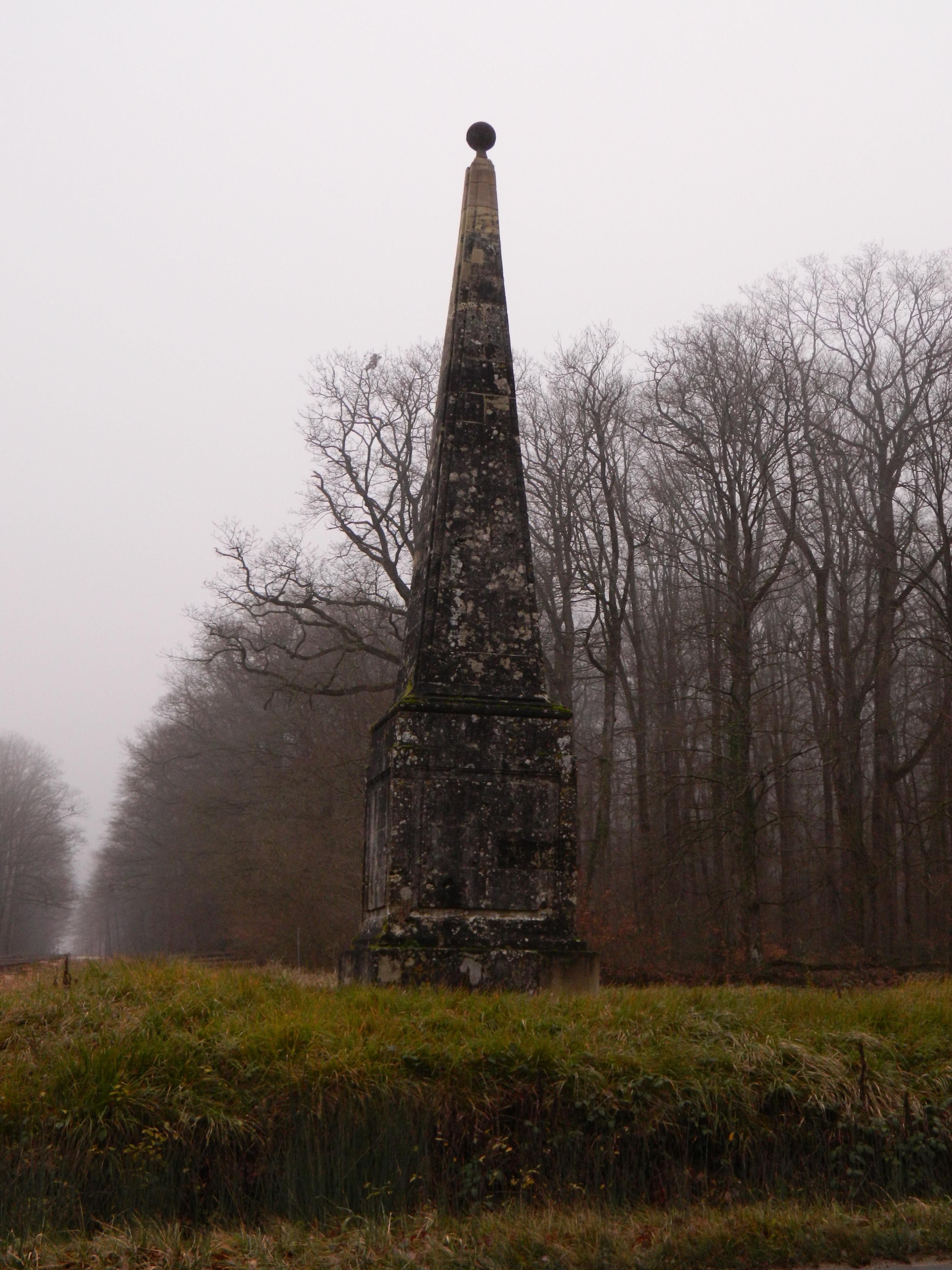
Pyramide Montaigu
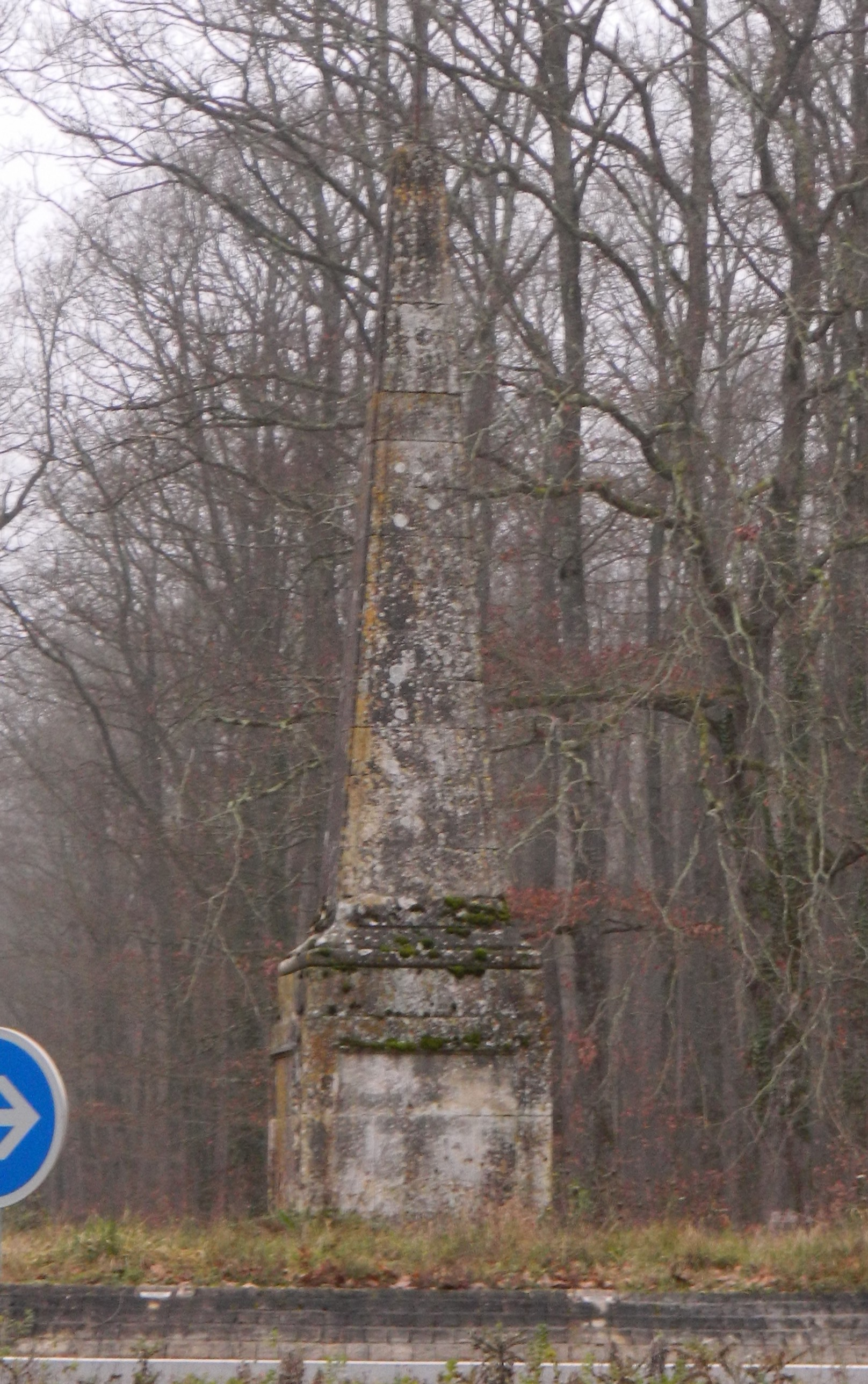
Pyramide Saint-Quentin